# نوی‌اشتات آم کولم
شهر نوی‌اشتات آم کولم (به آلمانی: Neustadt am Kulm) در ایالت بایرن در کشور آلمان واقع شده‌است.